# Wochenstuben der Wimperfledermaus im Chiemgau
Wochenstuben der Wimperfledermaus im Chiemgau este o arie protejată (arie specială de conservare — SAC, sit de importanță comunitară — SCI) din Germania întinsă pe o suprafață de 0,07 ha, integral pe uscat.

## Localizare
Centrul sitului Wochenstuben der Wimperfledermaus im Chiemgau este situat la coordonatele 47°55′50″N 12°44′58″E / 47.9306°N 12.7494°E.

## Înființare
Situl Wochenstuben der Wimperfledermaus im Chiemgau a fost declarat sit de importanță comunitară în noiembrie 2004 pentru a proteja 3 specii de animale. Situl a fost protejat și ca arie specială de conservare în aprilie 2016.

## Biodiversitate
Situată în ecoregiunea continentală, aria protejată nu include niciun habitat protejat.
La baza desemnării sitului se află mai multe specii protejate de  mamifere (3): liliac cărămiziu (Myotis emarginatus), liliac comun (Myotis myotis), liliacul mic cu potcoavă (Rhinolophus hipposideros).